# Championnat d'Europe féminin de handball 2008
Navigation
Suède 2006 Danemark & Norvège 2010
La 8e édition du Championnat d'Europe féminin de handball s'est déroulée en Macédoine du 2 au 14 décembre 2008.
Depuis son indépendance en 1991, la Macédoine reçoit le plus grand événement jamais organisé sur son territoire. À Skopje, l'Espagne, qui n'avait jamais fait mieux qu'une huitième place (en 2004), atteint la finale. La Norvège remporte toutefois son troisième titre consécutif, et ce avec le plus large écart en nombre de buts dans l'histoire des finales de l'Euro féminin : 34 à 21. Marta Mangué, devenue par la suite une des icônes de la sélection espagnole, remporte sa première médaille internationale tandis que la demi-centre norvégienne Kristine Lunde est sacrée MVP. La Russie, double championne du monde en titre et vice-championne olympique à Pékin est à nouveau présente dans le dernier carré mais doit se contenter du bronze face à l'Allemagne (24-21).

## Présentation

### Qualifications
Les seize équipes qualifiées pour ce championnat les équipes sont :
- le pays organisateur :  Macédoine
- les cinq premières équipes de l'Euro 2006 :  Norvège,  Russie,  France,  Allemagne et  Hongrie
- les dix équipes issues des qualifications, en deux phases :
  - du 27 novembre au 2 décembre 2007, 3 tournois de 5 ou 6 équipes[3] :
    - tournoi 1, en Lituanie : 1. Lituanie (9 points), 2. Islande (8), 3. Biélorussie (7) (qualifiées pour le tour suivant), 4. Bosnie-Herzégovine (4), 5. Grèce (2), 6. Israël (0)
    - tournoi 2, en Slovaquie : 1. Slovaquie (7 points), 2. Monténégro (6), 3. Portugal (5) (qualifiées), 4. Suisse (2), 5. Azerbaïdjan (0)
    - tournoi 3, en République tchèque : 1. Rép. tchèque (8 points), 2. Turquie (6), 3. Italie (4) (qualifiées), 4. Bulgarie (2), 5. Lettonie (0)

  - du 31 mai au 8 juin 2008, 10 matchs de barrages (aller-retour)[4] :

| Équipe 1    | Équipe 2     | Total   | Aller   | Retour  |
| ----------- | ------------ | ------- | ------- | ------- |
| Slovaquie   | Ukraine      | 51 – 58 | 27 - 28 | 24 - 30 |
| Italie      | Autriche     | 53 – 65 | 27 - 29 | 26 - 36 |
| Espagne     | Lituanie     | 54 – 49 | 24 - 19 | 30 - 30 |
| Pologne     | Portugal     | 61 – 63 | 37 - 28 | 24 - 35 |
| Monténégro  | Croatie      | 63 – 66 | 40 - 35 | 23 - 31 |
| Islande     | Roumanie     | 46 – 60 | 23 - 37 | 23 - 33 |
| Biélorussie | Slovénie     | 54 – 50 | 29 - 25 | 25 - 25 |
| Suède       | Rép. tchèque | 54 – 44 | 25 - 19 | 29 - 25 |
| Turquie     | Danemark     | 44 – 45 | 25 - 24 | 19 - 21 |
| Pays-Bas    | Serbie       | 52 – 54 | 24 - 23 | 28 - 31 |

en italique les équipes qualifiées lors du tour précédent, en gras celles qui sont qualifiées pour la phase finale du championnat

### Lieux de compétition
La compétition se déroule uniquement dans deux salles :
| Skopje                          | \| Skopje Ohrid \| | Ohrid                                |
| Centre sportif Boris-Trajkovski | \| Skopje Ohrid \| | Centre sportif Biljanini Izvori (en) |
|                                 | \| Skopje Ohrid \| |                                      |
| Capacité : 8 000 places         | \| Skopje Ohrid \| | Capacité : 3 500 places              |
| Skopje Ohrid                    |                    |                                      |

### Modalités
Le tirage au sort des groupes du tour préliminaire a eu lieu le 20 juillet 2008 à Ohrid.
Les 16 équipes qualifiées sont divisées en 4 groupes de 3 équipes dont les trois premiers de chaque groupe se qualifient pour le tour principal. Les 12 équipes qualifiées sont divisées en 2 groupes de 6 équipes dont les 2 premiers de chaque groupe disputent des demi-finales croisées. Les résultats du premier tour entre les équipes d'un même groupe sont comptabilisés dans le classement du tour principal.

## Tour préliminaire

### Légende
- qualifié pour le tour principal.
- éliminé de la compétition.

### Groupe A àSkopje
|   | Équipe   | Pts | J | G | N | P | Bp | Bc | Diff |
| - | -------- | --- | - | - | - | - | -- | -- | ---- |
| 1 | Roumanie | 6   | 3 | 3 | 0 | 0 | 84 | 71 | 13   |
| 2 | Danemark | 3   | 3 | 1 | 1 | 1 | 75 | 76 | -1   |
| 3 | Hongrie  | 3   | 3 | 1 | 1 | 1 | 76 | 79 | -3   |
| 4 | France   | 0   | 3 | 0 | 0 | 3 | 74 | 83 | -9   |

| 3 décembre 2008 | Hongrie  | 21 – 27 | Roumanie |
| 3 décembre 2008 | France   | 23 – 24 | Danemark |
| 5 décembre 2008 | Roumanie | 30 – 25 | France   |
| 5 décembre 2008 | Danemark | 26-26   | Hongrie  |
| 7 décembre 2008 | France   | 26 – 29 | Hongrie  |
| 7 décembre 2008 | Danemark | 25 – 27 | Roumanie |

### Groupe B àOhrid
|   | Équipe   | Pts | J | G | N | P | Bp | Bc  | Diff |
| - | -------- | --- | - | - | - | - | -- | --- | ---- |
| 1 | Norvège  | 5   | 3 | 2 | 1 | 0 | 88 | 60  | 28   |
| 2 | Espagne  | 4   | 3 | 1 | 2 | 0 | 74 | 69  | 5    |
| 3 | Ukraine  | 3   | 3 | 1 | 1 | 1 | 72 | 71  | 1    |
| 4 | Portugal | 0   | 3 | 0 | 0 | 3 | 67 | 101 | -34  |

| 3 décembre 2008 | Portugal | 24 – 38 | Ukraine  |
| 3 décembre 2008 | Norvège  | 21-21   | Espagne  |
| 5 décembre 2008 | Espagne  | 29 – 24 | Portugal |
| 5 décembre 2008 | Ukraine  | 20 – 33 | Norvège  |
| 7 décembre 2008 | Espagne  | 24-24   | Ukraine  |
| 7 décembre 2008 | Norvège  | 34 – 19 | Portugal |

### Groupe C àOhrid
|   | Équipe      | Pts | J | G | N | P | Bp | Bc | Diff |
| - | ----------- | --- | - | - | - | - | -- | -- | ---- |
| 1 | Russie      | 5   | 3 | 2 | 1 | 0 | 79 | 66 | 13   |
| 2 | Suède       | 4   | 3 | 1 | 2 | 0 | 64 | 50 | 14   |
| 3 | Biélorussie | 3   | 3 | 1 | 1 | 1 | 77 | 71 | 6    |
| 4 | Autriche    | 0   | 3 | 0 | 0 | 3 | 53 | 86 | -33  |

| 2 décembre 2008 | Suède       | 21-21   | Biélorussie |
| 2 décembre 2008 | Russie      | 31 – 22 | Autriche    |
| 4 décembre 2008 | Autriche    | 10 – 24 | Suède       |
| 4 décembre 2008 | Biélorussie | 25 – 29 | Russie      |
| 6 décembre 2008 | Russie      | 19-19   | Suède       |
| 6 décembre 2008 | Autriche    | 21 – 31 | Biélorussie |

### Groupe D àSkopje
|   | Équipe    | Pts | J | G | N | P | Bp | Bc | Diff |
| - | --------- | --- | - | - | - | - | -- | -- | ---- |
| 1 | Allemagne | 6   | 3 | 3 | 0 | 0 | 89 | 80 | 9    |
| 2 | Macédoine | 4   | 3 | 2 | 0 | 1 | 84 | 84 | 0    |
| 3 | Croatie   | 2   | 3 | 1 | 0 | 2 | 86 | 89 | -3   |
| 4 | Serbie    | 0   | 3 | 0 | 0 | 3 | 87 | 93 | -6   |

| 2 décembre 2008 | Croatie   | 30 – 26 | Serbie    |
| 2 décembre 2008 | Allemagne | 25 – 22 | Macédoine |
| 4 décembre 2008 | Serbie    | 31 – 32 | Allemagne |
| 4 décembre 2008 | Macédoine | 31 – 29 | Croatie   |
| 6 décembre 2008 | Allemagne | 32 – 27 | Croatie   |
| 6 décembre 2008 | Macédoine | 31 – 30 | Serbie    |

## Tour principal
Les résultats entre deux équipes issues d'un même groupe du tour préliminaire sont conservés.

### Légende
- qualifié pour les demi-finales.
- qualifié pour le match pour la 5e place.
- éliminé de la compétition.

### Groupe I àOhrid
|   | Équipe   | Pts | J | G | N | P | Bp  | Bc  | Diff | Dép |
| - | -------- | --- | - | - | - | - | --- | --- | ---- | --- |
| 1 | Norvège  | 9   | 5 | 4 | 1 | 0 | 156 | 111 | 45   | /   |
| 2 | Espagne  | 6   | 5 | 2 | 2 | 1 | 117 | 110 | 7    | +8  |
| 3 | Roumanie | 6   | 5 | 3 | 0 | 2 | 143 | 141 | 2    | -8  |
| 4 | Hongrie  | 3   | 5 | 1 | 1 | 3 | 114 | 134 | -20  | +3  |
| 5 | Ukraine  | 3   | 5 | 1 | 1 | 3 | 130 | 148 | -18  | +2  |
| 6 | Danemark | 3   | 5 | 1 | 1 | 3 | 121 | 137 | -16  | -5  |

| 9 décembre 2008  | Roumanie | 18 – 26 | Espagne |
| 9 décembre 2008  | Danemark | 19 – 31 | Norvège |
| 9 décembre 2008  | Hongrie  | 26 – 24 | Ukraine |
| 10 décembre 2008 | Roumanie | 40 – 32 | Ukraine |
| 10 décembre 2008 | Hongrie  | 20 – 34 | Norvège |
| 10 décembre 2008 | Danemark | 26 – 23 | Espagne |
| 11 décembre 2008 | Danemark | 25 – 30 | Ukraine |
| 11 décembre 2008 | Hongrie  | 21 – 23 | Espagne |
| 11 décembre 2008 | Roumanie | 31 – 37 | Norvège |

### Groupe II àSkopje
|   | Équipe      | Pts | J | G | N | P | Bp  | Bc  | Diff | Dép |
| - | ----------- | --- | - | - | - | - | --- | --- | ---- | --- |
| 1 | Allemagne   | 9   | 5 | 4 | 1 | 0 | 145 | 121 | 24   | /   |
| 2 | Russie      | 7   | 5 | 3 | 1 | 1 | 137 | 116 | 21   | /   |
| 3 | Croatie     | 4   | 5 | 2 | 0 | 3 | 149 | 146 | 3    | +3  |
| 4 | Macédoine   | 4   | 5 | 2 | 0 | 3 | 129 | 145 | -16  | +1  |
| 5 | Suède       | 4   | 5 | 1 | 2 | 2 | 110 | 125 | -15  | -4  |
| 6 | Biélorussie | 2   | 5 | 0 | 2 | 3 | 133 | 150 | -17  | /   |

| 8 décembre 2008  | Russie      | 43 – 24 | Macédoine |
| 8 décembre 2008  | Suède       | 22 – 33 | Allemagne |
| 8 décembre 2008  | Biélorussie | 35 – 43 | Croatie   |
| 10 décembre 2008 | Russie      | 24 – 21 | Croatie   |
| 10 décembre 2008 | Biélorussie | 28-28   | Allemagne |
| 10 décembre 2008 | Suède       | 24 – 23 | Macédoine |
| 11 décembre 2008 | Suède       | 24 – 29 | Croatie   |
| 11 décembre 2008 | Biélorussie | 24 – 29 | Macédoine |
| 11 décembre 2008 | Russie      | 22 – 27 | Allemagne |

## Phase finale
La phase finale se déroule dans le Centre sportif Boris-Trajkovski de Skopje :
|  | Demi-finales     | Demi-finales     |                        |    | Finale           | Finale           |
|  | Demi-finales     | Demi-finales     |                        |    | Finale           | Finale           |
|  |                  |                  |                        |    |                  |                  |
|  | 13 décembre 2008 | 13 décembre 2008 |                        |    | 14 décembre 2008 | 14 décembre 2008 |
|  | 13 décembre 2008 | 13 décembre 2008 |                        |    | 14 décembre 2008 | 14 décembre 2008 |
|  | Norvège          | 24               |                        |    | 14 décembre 2008 | 14 décembre 2008 |
|  | Norvège          | 24               |                        |    | 14 décembre 2008 | 14 décembre 2008 |
|  | Russie           | 18               |                        |    | 14 décembre 2008 | 14 décembre 2008 |
|  | Russie           | 18               | Norvège                | 34 |                  |                  |
|  | 13 décembre 2008 |                  | Norvège                | 34 |                  |                  |
|  |                  | Espagne          | 21                     |    |                  |                  |
|  | Allemagne        | Espagne          | 21                     | 29 |                  |                  |
|  | Allemagne        |                  |                        | 29 |                  |                  |
|  | Espagne          | 32               |                        |    |                  |                  |
|  | Espagne          | 32               | Match pour la 3e place |    |                  |                  |
|  |                  |                  |                        |    |                  |                  |
|  | 14 décembre 2008 |                  |                        |    |                  |                  |
|  |                  |                  |                        |    |                  |                  |
|  | Russie           | 24               |                        |    |                  |                  |
|  | Russie           | 24               |                        |    |                  |                  |
|  | Allemagne        | 21               |                        |    |                  |                  |
|  | Allemagne        | 21               |                        |    |                  |                  |

### Match pour la5eplace
| 13 décembre 2008 11h30 | Roumanie         | 36 – 33 (ap)   | Croatie              | CS Boris-Trajkovski, Skopje Affluence : 500 Arbitrage : Leifsson, Pálsson |
| 13 décembre 2008 11h30 | Carmen Amariei 7 | (17–15, 29–29) | Arslanagić, Horvat 7 | CS Boris-Trajkovski, Skopje Affluence : 500 Arbitrage : Leifsson, Pálsson |
| 13 décembre 2008 11h30 | Prol. : 7–4      |                |                      | CS Boris-Trajkovski, Skopje Affluence : 500 Arbitrage : Leifsson, Pálsson |
| 13 décembre 2008 11h30 | ×2 ×3            | Rapport EHF    | ×3 ×1                | CS Boris-Trajkovski, Skopje Affluence : 500 Arbitrage : Leifsson, Pálsson |

### Demi-finales
| 13 décembre 2008 14h00 | Espagne             | 32 – 29     | Allemagne     | CS Boris-Trajkovski, Skopje Affluence : 1 000 Arbitrage : Andersen, Sødal |
| 13 décembre 2008 14h00 | Tatiana Garmendia 8 | (12–13)     | Grit Jurack 9 | CS Boris-Trajkovski, Skopje Affluence : 1 000 Arbitrage : Andersen, Sødal |
| 13 décembre 2008 14h00 | ×3 ×4               | Rapport EHF | ×3 ×1         | CS Boris-Trajkovski, Skopje Affluence : 1 000 Arbitrage : Andersen, Sødal |

| 13 décembre 2008 16h30 | Norvège                   | 24 – 18     | Russie                  | CS Boris-Trajkovski, Skopje Affluence : 1 800 Arbitrage : Brunovský, Čanda |
| 13 décembre 2008 16h30 | Linn-Kristin Riegelhuth 5 | (12–7)      | Poltoratskaïa, Toureï 4 | CS Boris-Trajkovski, Skopje Affluence : 1 800 Arbitrage : Brunovský, Čanda |
| 13 décembre 2008 16h30 | ×3                        | Rapport EHF | ×3                      | CS Boris-Trajkovski, Skopje Affluence : 1 800 Arbitrage : Brunovský, Čanda |

### Match pour la3eplace
| 14 décembre 2008 14h00 | Russie                | 24 – 21     | Allemagne          | CS Boris-Trajkovski, Skopje Affluence : 2 300 Arbitrage : Dobrovits, Tájok |
| 14 décembre 2008 14h00 | Irina Poltoratskaïa 8 | (17–11)     | Stefanie Melbeck 6 | CS Boris-Trajkovski, Skopje Affluence : 2 300 Arbitrage : Dobrovits, Tájok |
| 14 décembre 2008 14h00 | ×4 ×2                 | Rapport EHF | ×2 ×1              | CS Boris-Trajkovski, Skopje Affluence : 2 300 Arbitrage : Dobrovits, Tájok |

### Finale
| 14 décembre 2008 16h30 | Norvège          | 34–21       | Espagne             | CS Boris-Trajkovski, Skopje Affluence : 5 000 Arbitrage : Rakytina, Tkachuk |
| 14 décembre 2008 16h30 | Tonje Nøstvold 7 | (13–12)     | Fernández, Mangué 4 | CS Boris-Trajkovski, Skopje Affluence : 5 000 Arbitrage : Rakytina, Tkachuk |
| 14 décembre 2008 16h30 | ×3 ×2            | Rapport EHF | ×4                  | CS Boris-Trajkovski, Skopje Affluence : 5 000 Arbitrage : Rakytina, Tkachuk |

## Classement final
| Rang                       | Équipe      | J | G | N | P | Bp  | Bc  | Diff |
| -------------------------- | ----------- | - | - | - | - | --- | --- | ---- |
| Médaille d'or, Europe      | Norvège     | 8 | 7 | 1 | 0 | 248 | 169 | +79  |
| Médaille d'argent, Europe  | Espagne     | 8 | 4 | 2 | 2 | 199 | 197 | +2   |
| Médaille de bronze, Europe | Russie      | 8 | 5 | 1 | 2 | 210 | 183 | +27  |
| 4e                         | Allemagne   | 8 | 5 | 1 | 2 | 227 | 208 | +19  |
| 5e                         | Roumanie    | 7 | 5 | 0 | 2 | 209 | 199 | +10  |
| 6e                         | Croatie     | 7 | 3 | 0 | 4 | 212 | 208 | +4   |
| 7e                         | Macédoine   | 6 | 3 | 0 | 3 | 160 | 175 | –15  |
| 8e                         | Hongrie     | 6 | 2 | 1 | 3 | 143 | 160 | –17  |
| 9e                         | Suède       | 6 | 2 | 2 | 2 | 134 | 135 | –1   |
| 10e                        | Ukraine     | 6 | 2 | 1 | 3 | 168 | 172 | –4   |
| 11e                        | Danemark    | 6 | 2 | 1 | 3 | 145 | 160 | –15  |
| 12e                        | Biélorussie | 6 | 1 | 2 | 3 | 164 | 171 | –7   |
| 13e                        | Serbie      | 3 | 0 | 0 | 3 | 87  | 93  | –6   |
| 14e                        | France      | 3 | 0 | 0 | 3 | 74  | 83  | –9   |
| 15e                        | Autriche    | 3 | 0 | 0 | 3 | 53  | 86  | –33  |
| 16e                        | Portugal    | 3 | 0 | 0 | 3 | 67  | 101 | –34  |

## Statistiques et récompenses

### Équipe-type
À l'issue du tournoi, l'équipe type du tournoi a été désignée,,, : 
- Meilleure joueuse (MVP) : Kristine Lunde,  Norvège
- Meilleure gardienne de but : Katrine Lunde Haraldsen,  Norvège
- Meilleure ailière gauche : Valentina Ardean-Elisei,  Roumanie
- Meilleure arrière gauche : Tonje Larsen,  Norvège
- Meilleure demi-centre : Kristine Lunde,  Norvège
- Meilleure pivot : Begoña Fernández,  Espagne
- Meilleure arrière droite : Grit Jurack,  Allemagne
- Meilleure ailière droite : Linn-Kristin Riegelhuth,  Norvège
- Meilleure joueuse en défense : Nadejda Mouravieva,  Russie

### Statistiques individuelles
Les meilleures buteuses sont,,  :
| Rang | Joueuse                 | Sélection | Buts | Tirs | %      | MJ | Moy |
| ---- | ----------------------- | --------- | ---- | ---- | ------ | -- | --- |
| 1    | Linn-Kristin Riegelhuth | Norvège   | 51   | 77   | 66,2 % | 8  | 6,4 |
| 2    | Grit Jurack             | Allemagne | 46   | 88   | 52,3 % | 7  | 6,6 |
| 3    | Marta Mangué            | Espagne   | 43   | 84   | 51,2%  | 8  | 5,4 |
| 4    | Anita Görbicz           | Hongrie   | 39   | 79   | 49,4 % | 6  | 6,5 |
| 5    | Natalia Todorovska      | Macédoine | 38   | 55   | 69,1 % | 6  | 6,3 |
| 6    | Valentina Ardean-Elisei | Roumanie  | 37   | 60   | 61,7 % | 7  | 5,3 |
| 6    | Andrea Penezić          | Croatie   | 37   | 69   | 53,6 % | 7  | 5,3 |
| 8    | Dijana Golubić (en)     | Croatie   | 33   | 53   | 62,3 % | 7  | 4,7 |
| 8    | Julija Portjanko        | Macédoine | 33   | 71   | 46,5 % | 6  | 5,5 |
| 10   | Kristina Franić         | Croatie   | 32   | 50   | 64,0%  | 7  | 4,6 |

Les meilleures passeuses sont,  :
| Rang | Joueuse           | Sélection | Passes | MJ | Moy |
| ---- | ----------------- | --------- | ------ | -- | --- |
| 1    | Kristine Lunde    | Norvège   | 36     | 8  | 4,5 |
| 2    | Grit Jurack       | Allemagne | 33     | 7  | 4,7 |
| 3    | Johanna Ahlm      | Suède     | 31     | 6  | 5,2 |
| 4    | Macarena Aguilar  | Espagne   | 29     | 8  | 3,6 |
| 5    | Maryna Verhelyouk | Ukraine   | 27     | 6  | 4,5 |
| 5    | Tonje Larsen      | Norvège   | 27     | 8  | 3,4 |
| 7    | Julija Portjanko  | Macédoine | 25     | 6  | 4,2 |
| 8    | Anita Görbicz     | Hongrie   | 23     | 6  | 3,8 |
| 9    | Narcisa Lecușanu  | Roumanie  | 22     | 7  | 3,1 |

Les meilleures joueuses en défense sont  :
| Rang | Joueuse          | Sélection | Contres | Inter. | Total | MJ | Moy |
| ---- | ---------------- | --------- | ------- | ------ | ----- | -- | --- |
| 1    | Tonje Larsen     | Norvège   | 14      | 14     | 28    | 8  | 3,5 |
| 2    | Anja Althaus     | Allemagne | 11      | 9      | 20    | 7  | 2,9 |
| 2    | Kristine Lunde   | Norvège   | 6       | 14     | 20    | 8  | 2,5 |
| 4    | Elisabeth Chávez | Espagne   | 17      | 1      | 18    | 7  | 2,6 |
| 5    | Elena Polenova   | Russie    | 9       | 7      | 16    | 7  | 2,3 |
| 5    | Nina Wörz        | Allemagne | 6       | 10     | 16    | 8  | 2,0 |
| 5    | Begoña Fernández | Espagne   | 5       | 11     | 16    | 8  | 2   |

Les meilleures gardiennes de buts (en pourcentage d'arrêts) sont,, :
| Rang | Joueuse                   | Sélection | %      | Arrêts | Tirs | MJ | Moy. |
| ---- | ------------------------- | --------- | ------ | ------ | ---- | -- | ---- |
| 1    | Natascha Schilk           | Autriche  | 60,0 % | 3      | 5    | 3  | 1,0  |
| 2    | Katrine Lunde Haraldsen   | Norvège   | 47,1 % | 88     | 187  | 7  | 12,6 |
| 3    | Clara Woltering           | Allemagne | 44,4 % | 79     | 178  | 7  | 11,3 |
| 4    | Anna Sedoïkina            | Russie    | 43,4 % | 72     | 166  | 8  | 9,0  |
| 5    | Madeleine Grundström (en) | Suède     | 43,0 % | 74     | 172  | 6  | 12,3 |
| 6    | Jana Krause               | Allemagne | 41,4 % | 12     | 29   | 1  | 12,0 |
| 7    | Inna Souslina             | Russie    | 41,1 % | 62     | 151  | 8  | 7,8  |
| 8    | Amandine Leynaud          | France    | 37,6 % | 41     | 109  | 3  | 13,7 |
| 9    | Paula Ungureanu           | Roumanie  | 37,5 % | 6      | 16   | 3  | 2,0  |
| 10   | Luminița Dinu-Huțupan     | Roumanie  | 37,0 % | 98     | 265  | 7  | 14,0 |

Les meilleures gardiennes de buts (en nombre d'arrêts) sont :
| Rang | Joueuse                   | Sélection   | Arrêts | Tirs | MJ | Moy. |
| ---- | ------------------------- | ----------- | ------ | ---- | -- | ---- |
| 1    | Luminița Dinu-Huțupan     | Roumanie    | 98     | 265  | 7  | 14,0 |
| 2    | Katrine Lunde Haraldsen   | Norvège     | 88     | 187  | 7  | 12,6 |
| 3    | Clara Woltering           | Allemagne   | 79     | 178  | 7  | 11,3 |
| 4    | Madeleine Grundström (en) | Suède       | 74     | 172  | 6  | 12,3 |
| 5    | Anna Sedoïkina            | Russie      | 72     | 166  | 8  | 9,0  |
| 6    | Tanja Andrejeva (en)      | Macédoine   | 69     | 215  | 6  | 11,5 |
| 7    | Jelena Grubišić           | Croatie     | 68     | 189  | 6  | 11,3 |
| 8    | Inna Souslina             | Russie      | 62     | 151  | 8  | 7,8  |
| 9    | Mihaela Ciobanu           | Espagne     | 57     | 173  | 8  | 7,1  |
| 10   | Tanja Abramovitch         | Biélorussie | 56     | 193  | 6  | 9,7  |

## Effectif des équipes sur le podium

### Championne d'Europe:Norvège
L'effectif de la Norvège au championnat d'Europe 2008 est :
- Ragnhild Aamodt
- Isabel Blanco
- Karoline Dyhre Breivang
- Marit Malm Frafjord
- Kari Aalvik Grimsbø
- Katrine Lunde Haraldsen
- Camilla Herrem
- Kari Mette Johansen
- Tine Kristiansen
- Tonje Larsen
- Heidi Løke
- Kristine Lunde-Borgersen
- Tonje Nøstvold
- Terese Pedersen
- Linn-Kristin Riegelhuth
- Linn Jørum Sulland

Sélectionneuse
- Marit Breivik

### Vice-championne d'Europe:Espagne
L'effectif de l'Espagne au championnat d'Europe 2008 est :
- Cristina González
- Tatiana Garmendia
- Carmen Martín
- Andrea Barnó
- Beatriz Fernández Ibáñez
- Verónica Cuadrado
- Marta Mangué
- Macarena Aguilar
- Nuria Benzal
- Mihaela Ciobanu
- Jessica Alonso
- Elisabeth Chávez
- Elisabeth Pinedo
- Begoña Fernández
- Noelia Oncina
- Zornitza Koleva

Sélectionneur
- Jorge Duenas

### Troisième place:Russie
L'effectif de la Russie au championnat d'Europe 2008 est :
- Inna Souslina
- Tatiana Khmirova
- Irina Poltoratskaïa
- Alexandra Krannykh
- Elena Dmitrieva
- Olga Levina
- Elena Polenova
- Emilia Toureï
- Anna Sedoïkina
- Marina Iartseva
- Oxana Koroleva
- Maïa Petrova
- Nadejda Mouravieva
- Ekaterina Vetkova
- Ekaterina Davidenko
- Victoria Jilinskaïté

Sélectionneur
- Ievgueni Trefilov